# Schiraces
Schiraces là một chi bướm đêm thuộc họ Erebidae.